# 備加力
備加力（英語：Gareth Baber，1972年5月23日—），前威爾斯男子橄欖球運動員，現為斐濟國家隊的主教練。

## 簡歷
2014年2月，備加力出任香港男子七人欖球代表隊的主教練。
同年9月，他帶領港隊參加南韓仁川舉行的亞運會七人欖球比賽，在決賽負於日本隊，奪得銀牌。
2016年，轉任斐濟隊主教練。